# Javier Paredes Alonso
Francisco Javier Paredes Alonso es un historiador español.

## Biografía
Estudió y se especializó en Historia Contemporánea en la Universidad Autónoma de Madrid, y fue profesor, y actualmente catedrático, en la Universidad de Alcalá. Sus estudios se han centrado en el siglo XIX español (entre los que destacan varias obras: Pascual Madoz 1805-1870: libertad y progreso en la monarquía isabelina, Serafín Olave, fuerista y republicano, Félix Huarte, 1896-1971: un luchador enamorado de Navarra y La España liberal del siglo XIX). Es coordinador de dos manuales sobre la historia contemporánea universal y española. También escribió una obra sobre niños considerados santos por la Iglesia católica, Santos de pantalón corto, y de niños en proceso de beatificación, Al Cielo con calcetines cortos.
Ha trabajado en varios medios de comunicación de carácter conservador y católico, como Intereconomía y Diario Ya. Dirige el programa Marcando el norte de la web cristiana Eukmamie. Formó parte del elenco de actores de la película de 2018 Garabandal. Solo Dios sabe y fue entrevistado en el documental Garabandal, una catarata imparable.